# Фрейман, Николай Оскарович
Николай Оскарович Фрейман (1885, Рязань — 1977, Москва) — русский, советский художник, график, исследователь русского деревянного зодчества.

## Биография
Николай Оскарович Фрейман родился 7 августа 1885 года в Рязани. Отец - железнодорожный служащий, мать - домашняя хозяйка. Детство провел в Средней Азии (ст. Фараб около Аму-Дарьи). В 7 лет семья вернулась в Рязань, где Николай Фрейман учился в I-ой Гимназии. В Гимназии открылся талант к рисованию, там же была проведена его первая выставка.
В 1904 году Н.О. Фрейман начал брать частные уроки у художника С.А. Пырсина, выпускника Дюссельдорфской Академии художеств.
По окончании гимназии поступил в Московский Университет. В период студенчества, рисовал в студенческом изобразительном кружке и посещал студии М.В. Леблана и И.И. Машкова. Одновременно учился в Московском театральном училище. Участвовал по приглашению ряда театров в постановках как актёр, так и художник.
Известны работы художника этого периода: эскизы театральных костюмов и декораций, оформление книг для издательства И.Д. Сытина, активное сотрудничество с писателем Б.И. Дунаевым (было выполнено художественное оформление 5 книг старорусских повестей).
В начале I мировой войны Н.О. Фрейман женился на балерине Мариинского театра Надежде Михайловне Ещенко-Фрейман (долгие годы была ближайшей подругой Натальи Ильиничны Сац, вместе учились в Музыкальном техникуме имени А. Н. Скрябина, позже работала в Студии «Д» под руководством С.М. Михоэлса).
С 1914 по 1917 гг. служил в армии, а с 1917 по 1921 гг. в отделе художественной агитации Красной Армии.
В 1918 году учился в Театральной студии А.П. Петровского и играл под его режиссёрством в Никольском театре, делал декорации и зарисовки.
В 1921 год поступил в ВХУТЕМАС (Высшие Художественно-Технические Мастерские) на графический факультет. Одновременно с ВХУТЕМАСом работал в студии драматического балета, где был занят в постановках.
С 1924 по 1927 гг. работал в издательстве «Работник Просвещения» и занимался рисунком в студии Д.Н. Кардовского. В этот период сделал многочисленные рисунки и фото придорожных часовен. Практически все они в конце 1930-х гг. были уничтожены. В 1932 году начал оформлять «Альбом придорожных часовен», в основном на материале зарисовок в Рязанской Мещере, а также подготовил исследовательскую статью об этом архитектурном памятнике. Был подвернут жесточайшей критике и вынужден был изменить название труда на новое  под заголовком «Придорожная часовня - пережиток древнего "погребения на столбах на путях"» (напечатана в журнале Академии Наук «Советская Этнография» за 1937 год, № 3. С. 80–86).
С 1932 по 1941 гг. работал художником-ретушером в издательствах: Гидрометеоиздате, Крестьянской Газете - Колхозник, Театр и Народное Творчество, Партиздате, Политиздате и др.
С 1939 по 1940 гг. участвовал как художник в археологических экспедициях Академии Наук СССР, Государственного Исторического музея на раскопках древних Булгар (Татарская Республика).
В Учпедгизе исполнил в течение 1940-1947 гг. с перерывом в годы войны ряд таблиц для альбома по «Древней Истории» Никифорова Д.Н., а также сделал в том же издательстве иллюстрации  к географии Грузинской для 5 класса и картину «Холм» для наглядных пособий по географии.
Во время войны Николай Оскарович работал художником во «Фронтовых Иллюстрациях» и в журнале «Пограничник».
После войны написал много картин по Подмосковным местам - Мураново, Абрамцево, Звенигород. Неоднократно выставлялся в Москве и Рязани.
Скончался в 1977 году, похоронен в Москве.
Работы Н.О. Фреймана приобретены Ленинградским Этнографическим музеем, Московским Государственным Историческим музеем, Музеем Истории религии и атеизма, а также Рязанским Краеведческим музеем.